# Iridomyrmex hispaniolae
Iridomyrmex hispaniolae é uma espécie de formiga do gênero Iridomyrmex.